# Nina Violić
Nina Violić (Rijeka, 15. ožujka 1972.), hrvatska je kazališna, televizijska i filmska glumica.

## Životopis
Rođena u Rijeci 1972. godine. Akademiju dramske umjetnosti u Zagrebu završila 1994. Od 1995. do 2007. na stalnom angažmanu u Teatru ITD gdje glumi u gotovo svim repertoarnim predstavama. Godine 2000. potpisuje autorski projekt Rad Borosane na sebi. Od 2007. članica je ansambla Zagrebačkog kazališta mladih. 2014. prelazi u ansambl drame Hrvatskog narodnog kazališta kao dramska prvakinja.
Osim kazališne umjetnosti, okušala se i u filmskoj te je tako scenaristica i redateljica dva kratkometražna igrana filma "Odvajanje" (2014.) i Janje (2019.) koje je svoju međunarodnu premijeru imalo na BFI London Film Festivalu. 2022. je režirala svoj prvi dugometražni film "Baci se na pod". Film je osvojio nagradu za najbolji dugometražni film na 15. Festivalu mediteranskog filma u Splitu.
Jedna od dvadeset potpisnika pisma upućenog zagrebačkom gradonačelniku Milanu Bandiću, u kojemu izražavaju svoju zabrinutost imenovanjem Zlatka Hasanbegovića članom Kazališnog vijeća HNK Zagreb.

## Filmografija

### Televizijske uloge
- "McMafia" kao Raisa Fedorova (2018.)
- "Počivali u miru" kao Ines Polić (2015. – 2018.)
- "Na terapiji" kao Renata (2013.)
- "Provodi i sprovodi" kao zgodna udovica (2011.)
- "Naša mala klinika" kao Fedora (2007.)
- "Bitange i princeze" kao Barbara Klarić (2005.)

### Filmske uloge
- "Baci se na pod" kao žena (2022.)
- "Ulov" (2021.)
- "Neva Rošić: Lakoća igre" kao suradnica dokumentarca i čitateljica teksta (2020.)
- "Sin" kao Vedrana (2019.)
- "Malo se sjećam tog dana" (2019.)
- "Glavno jelo" (2018.)
- "Lavina" kao zanosna Vlasta (2017.)
- "Trampolin" kao Nikina majka (2016.)
- "Naša svakodnevna priča" kao Nina (2015.)
- "Odvajanje" kao majka (2015.)
- "Tajni agent Gan Flint (Priča o filmu)" (2013.)
- "Mali ljubavni bog" kao Nina (2011.)
- "Marijine" kao unuka (2011.)
- "Starting over" (2010.)
- "Šuma summarum" kao Danica (2010.)
- "Na putu" kao Šejla (2010.)
- "Neke druge priče" kao Heder (2009.)
- "Iza stakla" kao Danica (2008.)
- "Planktoni" (2006.)
- "Zadnji dan kućnog ljubimca" (2005.)
- "Bore Lee: Čuvaj se sinjske ruke! " (2004.)
- "Fine mrtve djevojke" kao Marija (2002.)
- "Sami" (2001.)
- "Crna kronika ili dan žena" (2000.)
- "Blagajnica hoće ići na more" kao Jadranka (2000.)
- "Tri muškarca Melite Žganjer" kao šminkerica (1998.)
- "Rusko meso" kao Suzana (1997.)
- "Puška za uspavljivanje" kao Nana (1997.)
- "Zagorje, dvorci" (1997.)
- "Letač Joe i Marija smjela" kao Marija (1996.)
- "Domina" (1996.)
- "Mrtva točka" kao plesačica (1995.)
- "Svaki put kad se rastajemo" kao Eva (1994.)
- "Između Zaglula i Zaharijusa" (1994.)
- "Okus limuna" (1993.)

### Kazališne uloge
Sliejdi popis Violićinih kazališnih uloga:

#### ZKM
- Noć pjeva pjesme svoje, Jon Fosse, red. Dino Mustafić, uloga: Mlada žena, 15.02.2008.
- Gulliverova putovanja, Jonathan Swift, red. Oliver Frljić, 21.10.2008.
- Zagrebački pentagram, Filip Šovagović, Igor Rajki, Nina Mitrović, Damir Karakaš, Ivan Vidić, red. Paolo Magelli, 28.03.2009.
- Sedam dana u Zagrebu, Tena Štivičić, red. Tijana Zinajić, 13.06.2009.
- Garaža, Zdenko Mesarić, red. Ivica Buljan, uloga: Mišićava plavuša, Djevica Marija, Majka dječaka oboljelog od raka, Sofija, 13.02.2010.
- Buđenje proljeća, po motivima Franka Wedekinda, red. Oliver Frljić, uoga: Fanny Gabor, 22.05.2010.
- Revizor, Nikolaj Vasiljevič Gogolj, red. Jernej Lorenci, uloga: Ana Andrejevna, 05.02.2011.
- Fedrina ljubav, Sarah Kane, red. Božidar Violić, uloga: Fedra, 12.03.2011.
- Ružno pače, Ivor Martinić prema bajci Hansa Christiana Andersena, red. Robert Waltl, 08.05.2011.
- Idiot, Fjodor Mihajlovič Dostojevski, red. Ivan Popovski, uloga: Nastasja Filipovna, 01.04.2012.
- Zatvaranje ljubavi, Pascal Rambert, red. Pascal  Rambert, 26.09.2012.
- Žuta crta, Juli Zeh i Charlotte Roos, red. Ivica Buljan, uloga: Menadžerica stada, Predstavnica medija, 13.10.2012.
- Tartuffe, Jean-Baptiste Poquelin Molière, red. Jernej Lorenci, uloga: Dorina, 24.03.2013.

#### HNK
- Vučjak, Miroslav Krleža, red. Ivica Buljan, uloga: Eva, 30.12.2014.
- Daleka zemlja, Artuhr Schnitzler, red. Anica Tomić, uloga: Genija, 27.05.2015.
- Evanđelje, Pippo Delbono, red. Pippo Delbono, 11.12.2015.
- Tri zime, Tena Štivičić, red. Ivica Buljan, uloga: Karolina Amruš, 30.04.2016.
- Tartuffe, J. P. B.Molière, red. Eduard Miler, uloga: Elmira, 30.09.2016.
- Ivanov, Anton Pavlovič Čehov, red. Eimuntas Nekrošius, uloga: Babakina, Marfa Jegorovna, 05.05.2017.
- Ciganin, ali najljepši, Kristian Novak, red. Ivica Buljan, uloga: Milena, 30.12.2017.
- Peer Gynt, Henrik Ibsen, red. Erik Ulfsby, uloga: Žena u zelenome, 20.04.2018.
- Glumica, Pascal Rambert, red. Pascal Rambert, uloga: Ksenija, 01.02.2019.
- Tri sestre - Autorski projekt Bobe Jelčića prema drami A. P. Čehova, red. Bobo Jelčić, uloga: Olga, 18.10.2019.
- Znaš ti tko sam ja, Ivan Penović, red. Ivan Penović, uloga: Antun Zanović / Trgovac Chomel / Mama Ubu, 06.03.2020.
- Kafka na žalu, temeljeno na djelu Harukija Murakamija u adaptaciji Franka Galatija, red. Ivica Buljan, uloga: Setsuko Okamochi, 18.09.2020.
- Gdje se kupuju nježnosti, Monika Herceg, red. Rene Medvešek, uloga: Majka, praizvedba 15.01.2021.
- U agoniji, Miroslav Krleža, red. Ivica Buljan, uloga: Laura Lenbach, 09.06.2021.
- Zločin na kozjem otoku, Ugo Betti, red. Paolo Magelli, uloga: Agata, 18.05.2022.

#### Ostale uloge
- Helija u Poslije Hamleta Luke Pateljetka u režiji Krešimira Dolenčića, 1994.
- Nada u Groznici Ivana Vidića u režiji Milana Živkovića, 1995.
- Klara u Ospicama Ivana Vidića u režiji Krešimira Dolenčića, 1997.
- Anka u Kraljevu Miroslava Krleže u režiji Paola Magellija, 2000.
- Agafja u Ženidbi Nikolaja V. Gogolja u režiji Jerneja Lorenzcija, 2002.
- Kraljica u Ivoni Witolda Gombrowicza u režiji Jasmina Novljakovića, 2005.
- Mladenka u Piru malograđana Bertolda Brechta u režiji Paola Magiellija, 2008.
- Maša u Tri sestre Ivana P. Čehova u režiji Daria Harjačeka, 2008.
- Evita u Eviti Raula Daumonte-Copija u režiji Senke Bulić, 2009.
- Nina u Zatvaranju ljubavi Pascala Ramberta, 2013.
- Gertruda i Ofelija u Hamletu Olivera Frljića, 2014.
- Shauba u Lampedusa Beach Line Prose u režiji Senke Bulić, 2016.
- Žena popularnog pokojnika, Filip Šovagović, red. Filip Šovagović, Teatar &td, 07.12.2021.

### Voditeljske uloge
- "Najslabija karika" kao voditeljica (2004.), malo kasnije ju je zamijenila Daniela Trbović
- "Porin" kao glavna voditeljica, ostali dodatni voditelji: Joško Lokas i Siniša Svilan (1998.)

### Sinkronizacija
- "Spider-Man: Novi svijet" kao doktorica Octopus/Olivia Octavius (2018.)
- "Potraga za Nemom" (2003.)

## Nagrade
- 1995. - Nagrada Ivo Fici na 3. Festivalu glumca za Nadu u Groznici, Teatar &td
- 1996. - Nagrada Hrvatskog glumišta mladom umjetniku do 28. godina - ženska uloga za ulogu Kraljicu u Tri mušketira Zagrebačkog kazališta mladih (alternacija Suzani Nikolić)
- 2000. - Zlatna Arena za najbolju sporednu žensku ulogu za ulogu Jadranke u filmu Blagajnica hoće ići na more
- 2002. - Nagrada Ivana pl. Zajca za ulogu Agafje u Ženidbi Nikolaja Vasiljeviča Gogolja u režiji Jerneja Lorencija
- 2002. - Večernjakova ruža
- 2010. - Nagrada Zlatni lav na 11. međunarodnom festivalu komornog teatra "Zlatni lav" u Umagu za ulogu u predstavi Evita
- 2011. - Najbolja glumica na Jugoslavenskom kazališnom festivalu „Bez prijevoda“ u Užicu za Fanny Gabor u Buđenju proljeća Zagrebačkog kazališta mladih
- 2011. - Nagrada za najbolju žensku ulogu na Susretima profesionalnih kazališta za djecu i mlade za ulogu Mame patke u Ružnom pačetu[5]
- 2013. - Nagrada publike teatra.hr za izvođačicu 2012. godine.
- 2015. - Nagrada Mila Dimitrijević za najbolje glumačko ostvarenje u protekloj sezoni za ulogu Eve u Vučjaku u režiji Ivice Buljana
- 2016. - Nagrada Tito Strozzi za najbolje pojedinačno umjetničko ostvarenje u protekloj godini za ulogu Karoline Amruš u predstavi Tri zime, po tekstu Tene Štivičić i u režiji Ivice Buljana
- 2018. - Nagrada za glumačko ostvarenje za ulogu Milene na Festivalu hrvatske drame 28. Marulićevi dani u organizaciji Hrvatskog narodnog kazališta u Splitu
- 2018. - Nagrada Mila Dimitrijević za najbolje žensko dramsko ostvarenje, ulogu Milene u predstavi Ciganin, ali najljepši Kristiana Novaka u režiji Ivice Buljana
- 2020. - Nagrada na Festivalu komedije IX. Bobijevi dani smijeha za iskazanu virtuoznost u korištenju raznovrsnih glumačkih postupaka u autorskoj predstavi Ivana Penovića  Znaš ti tko sam ja
- 2020. - Nagrada za najbolju sporednu žensku ulogu za ulogu Olge u autorskom projektu Bobe Jelčića Tri sestre na 44. izdanju festivala Dani Satire Fadila Hadžića
- 2020. - Nagrada Mila Dimitrijević za najbolje ostvarenje u dramskim predstava u sezoni 2019./2020. za ulogu Olge u autorskom projektu Bobe Jelčića Tri sestre te za koloplet uloga (Antun Zanović, trgovac Chomel,  Mama Ubu) u autorskom projektu Znaš ti tko sam ja Ivana Penovića
- 2022. - Nagrada za glumačko ostvarenje za ulogu Laure Lenbach u predstavi U agoniji na Festivalu hrvatske drame 32. Marulićevi dani u organizaciji Hrvatskog narodnog kazališta u Splitu[6]
- 2022. - Nagrada Veljko Maričić za ulogu Laure Lenbach u predstavi U agoniji na 27. Međunarodnom festivalu malih scena
- 2022. - Nagrada Fabijan Šovagović za najbolju glumicu za ulogu Laure Lenbach u predstavi U agoniji na 29. Festivalu glumca

## Vanjske poveznice
- Nina Violić u internetskoj bazi filmova IMDb-u (engl.)
- Stranica na Z/K/M  Arhivirana inačica izvorne stranice od 11. listopada 2011. (Wayback Machine)
- Nina Violić na službenoj internetskoj stranici Hrvatskog narodnog kazališta